# Urospatha
Urospatha é um género botânico pertencente à família Araceae.

## Espécies
- Urospatha angustiloba
- Urospatha antisylleptica
- Urospatha caudata
- Urospatha edwallii
- Urospatha friedrichsthalii
- Urospatha loefgreniana
- Urospatha meyeri
- Urospatha riedeliana
- Urospatha sagittifolia
- Urospatha somnolenta
- Urospatha wurdackii